# 淡道国造
淡道国造（あわじのくにのみやつこ・あわじこくぞう）は、後の令制国の淡路国、現在の兵庫県の淡路島を支配した国造。
『先代旧事本紀』「国造本紀」によれば、仁徳天皇の御世に、神皇産霊尊の9世孫の矢口足尼を国造に定められたとされる。ただし、矢口足尼は伝承的なものであり、実際には『延喜式』神祇践祚大嘗祭の由加物条引導者として出てくる凡直氏が国造と考えられるが、歴史上の活躍はみられない。
淡路島は神代の国産みの神話で最初に生まれた島とされ、地名の由来は、『日本書紀』では伊弉諾命が島の誕生を不快として胞とし「淡路洲」と名付けたとあり、『釈日本紀』は、思いのほか小島だったため胞として児の数に入れず、深く恥じた故に「吾恥」としたと解している。本居宣長は『古事記伝』では、阿波へ渡る海原にある島だからとしているが国生みの順番も、淡路島の地勢も無視している。また、淡路は古くからヤマト王権との結びつきが強く、伝承では食物を献ずる御食国であったとされる。